# Tàngara beccònica dorsiblava
La tàngara beccònica dorsiblava (Conirostrum sitticolor) és un ocell de la família dels tràupids (Thraupidae).

## Hàbitat i distribució
Habita la selva pluvial de les muntanyes des de Colòmbia i nord-oest de Veneçuela, cap al sud, a través dels Andes des de l'Equador fins Perú i centre de Bolívia.